# Джавахериан, Негар
Негар Джавахериан (перс. نگار جواهریان‎, род. 12 января 1983) — иранская актриса театра и кино и переводчик.

## Биография
Наиболее известна ролями в фильмах «Книга Закона» Мазиара Мири и «Khabgah-e Dokhtaran» Мохаммеда Хусейна Латифи. Она также снялась в роли Фахри в телесериале «Zire Tigh» режиссера Мохаммеда Резы Хонарманда и в фильмах «Здесь без меня» и «Один кусочек сахара».